# Empire-Malta-Klasse
Die Empire-Malta-Klasse war eine Serie von zehn britischen Standard-Frachtdampfern, die während und kurz nach dem Ende des Zweiten Weltkriegs auf der Werft William Gray & Company in West Hartlepool gebaut wurde. Sie zählen zur Gruppe der Empire-Schiffe.

## Einzelheiten
Die Empire-Malta-Klasse wurde 1944/45 im Auftrag und nach einem Entwurf des Merchant Shipping Department der britischen Admiralität gebaut. Die Bezeichnung leitete sich vom Typschiff Empire Malta ab. Der Schiffstyp besaß eine Tragfähigkeit von rund 4130 Tonnen und erreichte eine Geschwindigkeit von elf Knoten. Die Anordnung der Schiffe mit etwas vor mittschiffs angeordneten Aufbauten und achtern gelegenem Maschinenraum glich der von zeitgenössischen Tankschiffen. Sie wurde gewählt, weil die Schiffe außer für den Transport von Stück- und Schwergut auch für Massengutladungen und Kistenöl konstruiert waren und das Brandrisiko beim Transport letzterer Ladung bei achtern gelegener Maschinenanlage geringer eingeschätzt wurde. Das Ladegeschirr bestand aus einem 80-Tonnen-Schwergutbaum, einem 50-Tonnen-Schwergutbaum und acht 3-Tonnen-Ladebäumen.

## Die Schiffe (Auswahl)
| Empire-Malta-Klasse   | Empire-Malta-Klasse | Empire-Malta-Klasse | Empire-Malta-Klasse | Empire-Malta-Klasse                                    | Empire-Malta-Klasse |
| Schiffsname           | Baunummer           | IMO-Nummer          | Ablieferung         | Auftraggeber (Bereederung)                             | Umbenennungen und Verbleib |
| --------------------- | ------------------- | ------------------- | ------------------- | ------------------------------------------------------ | --- |
| Empire Malta          | 1167                | 5332070             | Mai 1944            | Ministry of War Transport (Cayzer, Irvine & Co.)       | 1946 Hangsang, 1960 Slight Wind, 1965 Sunbeam, ab 30. November 1970 in Kaohsiung verschrottet                                                                                        |
| Empire Perlis         | 1168                | keine               | Juli 1944           | Ministry of War Transport (Cayzer, Irvine & Co.)       | 1946 Hinsang, 1965 Kowloon, 1968 Horis, am 29. Dezember 1969 auf der Reise von Surabaja nach Hong Kong in Position 03,53°N; 119,23°E gesunken                                        |
| Empire Newfoundland   | 1169                | 5141562             | September 1944      | Ministry of War Transport (H. Hogarth & Sons)          | 1949 Ethel Everard, 1954 Hop Sang, 1962 Hang Sang, 1968 Hoi Soon, ab 15. März 1970 in Hong Kong abgebrochen                                                                          |
| Empire Labrador       | 1170                | 5151830             | Oktober 1944        | Ministry of War Transport (Lambert Bros.)              | 1947 Incharran, 1955 Ho Sang, 1968 Golden River, am 7. April 1970 zum Abbruch in Sakaide eingetroffen                                                                                |
| Empire Bermuda        | 1173                | 5150068             | November 1944       | Ministry of War Transport (Jos. Constantine S.S. Line) | 1949 Hewsang, 1963 Sunshine, 1970 in Kaohsiung verschrottet |
| Empire Jamaica        | 1174                | 5090957             | Januar 1945         | Ministry of War Transport (Lambert Bros.)              | 1952 Westway, 1958 Djajapratama, ab 23. Dezember 1970 in Hong Kong abgebrochen |
| Empire Barbados       | 1178                | keine               | März 1945           | Ministry of War Transport (Jos. Constantine S.S. Line) | 1948 Tennyson, 1950 Berylstone, 1959 Manticos, am 8. Oktober 1963 auf der Reise Libreville ins östliche Mittelmeer, vor Guinea-Bissau in Position 11,10°N; 016,29°W verlorengegangen |
| Empire Caicos         | 1179                | keine               | Mai 1945            | Ministry of War Transport (H. Hogarth & Sons)          | 1950 Sugar Transporter, 1957 Pattawilya, 1962 Clovelly, am 13. Mai 1967 zur Verschrottung in Uchiumi eingetroffen                                                                    |
| Empire Aldgate        | 1180                | keine               | Juli 1945           | Ministry of War Transport (Glen & Co.)                 | 1948 Thackeray, 1951 Sugar Refiner, 1958 San Patricio, 1965 San Miguel, ab Oktober 1965 in Tarragona aufgelegt, ab September 1967 in Cartagena verschrottet                          |
| Empire Southwark      | 1181                | keine               | September 1945      | Ministry of War Transport (Turner, Brightman & Co.)    | 1946 Tempo, 1961 Nagusena, am 17. Oktober 1967 auf der Reise von Stettin nach Esbjerg mit Kohle, etwa vier Seemeilen vor Esbjerg in Position 55,23°N; 008,06°E gesunken              |
| Daten: Teesbuiltships |                     |                     |                     |                                                        | |